# Кольчатый чирок

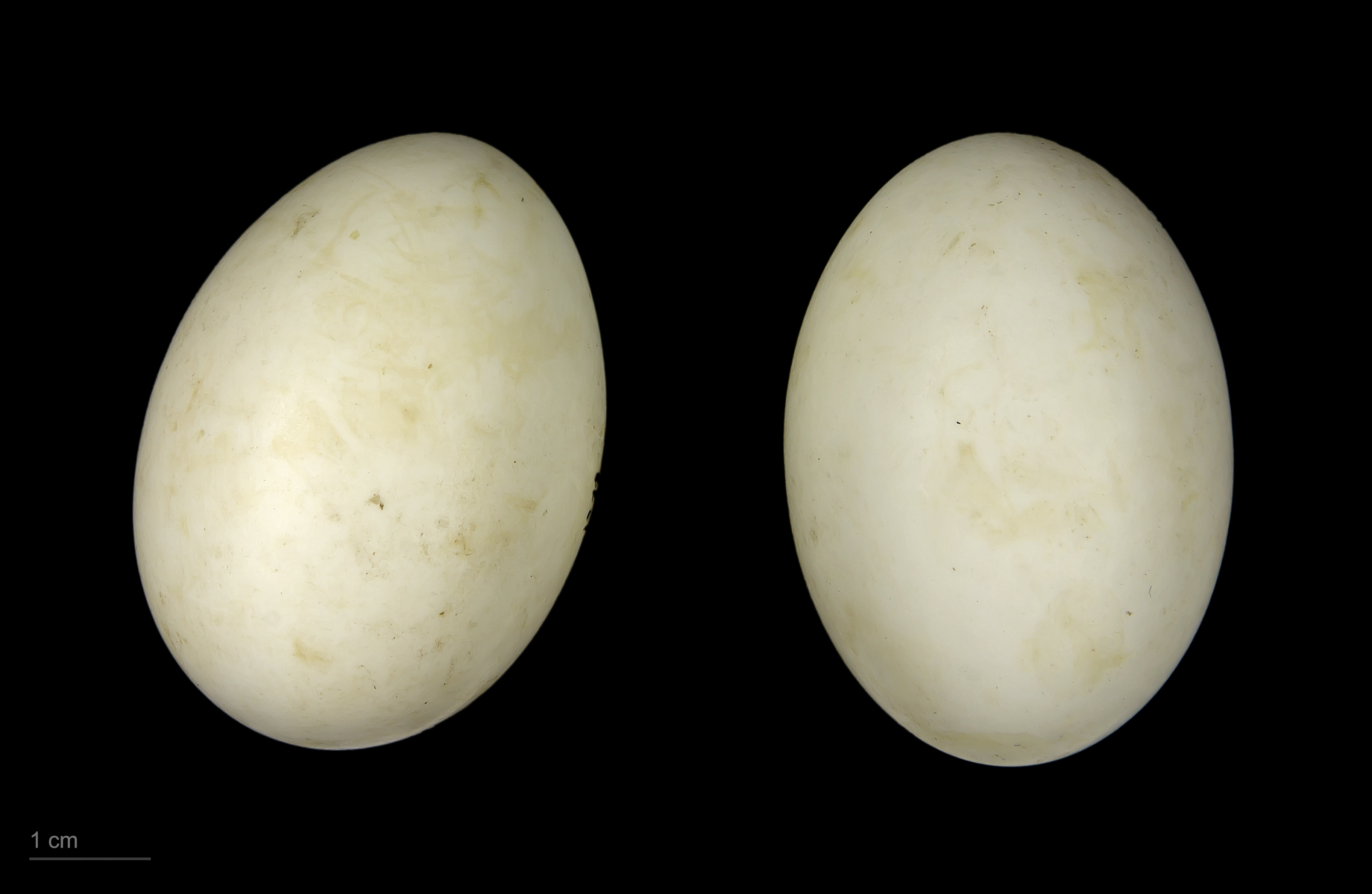
яйцо Callonetta leucophrys - Тулузский музеум

Кольчатый чирок (лат. Callonetta leucophrys) — небольшая водоплавающих птица из семейства утиных. Обитает в южноамериканских лесах.
Кольчатые чирки размножаются на северо-западе Аргентины и Парагвая, так же встречаются в Боливии, Бразилии и Уругвае. Обитают в тропических, заболоченных лесах и труднодоступных водоемах или небольших ручейках.